# George Martin (football américain)
Pour les articles homonymes, voir George Martin (homonymie).
(en) Statistiques sur pro-football-reference
George Dwight Martin, né le 16 février 1953 à Greenville, en Caroline du Sud, est un joueur professionnel américain de football américain qui joue toute sa carrière au poste de defensive end, dans la National Football League pour les Giants de New York. Au niveau universitaire, il joue pour les Ducks de l'université de l'Oregon.
À la fin de sa carrière de joueur, en 1988, il est élu président de la National Football League Players Association (NFLPA).

## Carrière professionnelle
Martin joue au football américain universitaire à l'université de l'Oregon dans la conférence Pacific-8 de l'époque et est sélectionné par les Giants de New York au 11e tour (262e choix au total) de la draft 1975 de la NFL. Il fait partie de l'équipe des Giants de 1986 qui réalise un bilan de franchise de 14 victoires,. En janvier 1987, Martin est l'un des capitaines de l'équipe championne du Super Bowl XXI ; à la fin du deuxième quart-temps, Martin renvoie le quarterback des Broncos de Denver, John Elway, dans la zone d'en-but, provoquant un safety , réduisant l'avance des Broncos à 10-9 où elle se maintient jusqu'à la mi-temps. Ce sont les deux premiers des vingt-six points consécutifs marqués par les Giants dans le match.
Les 7 touchdowns de la NFL de Martin sont marqués au cours de trois retours d'interception, deux retours/récupérations de fumbles, un retour à la suite d'un field goal bloqué et une réception de passe offensive (en 1980, au poste de tight end).
En outre, Martin a accumulé plus de 90 sacks au cours de sa carrière chez les Giants (son total officiel en NFL est de 46 ; les Giants lui en attribuent 96). période pendant laquelle il était généralement considéré comme l'un des chasseurs de passe les plus craints de la ligue. En 2004, il a été intronisé au Temple de la renommée des sports du New Jersey.
Le 4 mars 1988, il est élu président de la National Football League Players Association, poste qu'il occupe jusqu'au 13 juin 1989.
Martin a résidé à Ringwood, dans le New Jersey.

## Statistiques en NFL

### Saison régulière
| Année  | Équipe             | MJ     |       | Plaquages | Plaquages | Plaquages | Plaquages |       | Interceptions | Interceptions | Interceptions | Interceptions |  | Fumbles | Fumbles |
| Année  | Équipe             | MJ     | Total | Seul      | Ast.      | Sacks     | Nb.       | Yards | Déf.          | TD            | Nb.           | Rec.          |  |         |         |
| 1975   | Giants de New York | 14     | 0     | 0         | 0         | 0,0       | 0         | 0     | 0             | 0             | 0             | 0             |  |         |         |
| 1976   | Giants de New York | 14     | 0     | 0         | 0         | 0,0       | 0         | 0     | 0             | 0             | 0             | 2             |  |         |         |
| 1977   | Giants de New York | 10     | 0     | 0         | 0         | 0,0       | 1         | 30    | 0             | 1             | 0             | 1             |  |         |         |
| 1978   | Giants de New York | 16     | 0     | 0         | 0         | 0,0       | 0         | 0     | 0             | 0             | 0             | 0             |  |         |         |
| 1979   | Giants de New York | 16     | 0     | 0         | 0         | 0,0       | 0         | 0     | 0             | 0             | 0             | 3             |  |         |         |
| 1980   | Giants de New York | 16     | 0     | 0         | 0         | 0,0       | 0         | 0     | 0             | 0             | 0             | 1             |  |         |         |
| 1981   | Giants de New York | 16     | 0     | 0         | 0         | 0,0       | 0         | 0     | 0             | 0             | 0             | 3             |  |         |         |
| 1982   | Giants de New York | 9      | 0     | 0         | 0         | 6,0       | 0         | 0     | 0             | 0             | 0             | 0             |  |         |         |
| 1983   | Giants de New York | 14     | 0     | 0         | 0         | 9,0       | 0         | 0     | 0             | 0             | 0             | 0             |  |         |         |
| 1984   | Giants de New York | 16     | 0     | 0         | 0         | 5,5       | 0         | 0     | 0             | 0             | 0             | 1             |  |         |         |
| 1985   | Giants de New York | 16     | 0     | 0         | 0         | 10,0      | 1         | 56    | 0             | 1             | 0             | 1             |  |         |         |
| 1985   | Giants de New York | 16     | 0     | 0         | 0         | 3,0       | 1         | 78    | 0             | 1             | 0             | 1             |  |         |         |
| 1987   | Giants de New York | 12     | 0     | 0         | 0         | 5,0       | 0         | 0     | 0             | 0             | 0             | 0             |  |         |         |
| 1988   | Giants de New York | 16     | 0     | 0         | 0         | 7,5       | 0         | 0     | 0             | 0             | 0             | 0             |  |         |         |
| Totaux | Totaux             | Totaux | 0     | 0         | 0         | 46,0      | 3         | 164   | 0             | 3             | 0             | 15            |  |         |         |

### Séries éliminatoires
| Année  | Équipe             | MJ     |       | Plaquages | Plaquages | Plaquages | Plaquages |       | Interceptions | Interceptions | Interceptions | Interceptions |  | Fumbles | Fumbles |
| Année  | Équipe             | MJ     | Total | Seul      | Ast.      | Sacks     | Nb.       | Yards | Déf.          | TD            | Nb.           | Rec.          |  |         |         |
| 1981   | Giants de New York | 2      | 0     | 0         | 0         | 1,0       | 0         | 0     | 0             | 0             | 0             | 0             |  |         |         |
| 1984   | Giants de New York | 2      | 0     | 0         | 0         | 1,0       | 0         | 0     | 0             | 0             | 0             | 0             |  |         |         |
| 1985   | Giants de New York | 2      | 0     | 0         | 0         | 0,0       | 0         | 0     | 0             | 0             | 0             | 0             |  |         |         |
| 1985   | Giants de New York | 3      | 0     | 0         | 0         | 2,0       | 0         | 0     | 0             | 0             | 0             | 0             |  |         |         |
| Totaux | Totaux             | Totaux | 0     | 0         | 0         | 4,0       | 0         | 0     | 0             | 0             | 0             | 0             |  |         |         |

## Action en soutien aux secouristes du 11 septembre
Le 16 juin 2007, Martin commence à marcher du pont George-Washington de New York à San Diego afin de collecter des fonds pour les soins médicaux des premiers intervenants lors de l'attaque terroriste du 11 septembre 2001 aux États-Unis. Pour un coût de 150 000 dollars, Martin espère récolter plus de dix millions de dollars. World Wrestling Entertainment, entre autres, sponsorise la marche de Martin.
Martin a prévu de parcourir plus de 3 000 miles (4 828 kilomètres) à travers le pays, du côté new-yorkais du pont George-Washington au New Jersey, jusqu'à Washington, au sud de l'Interstate 40, puis à l'ouest, pour finalement aboutir au pont du Golden Gate à San Francisco. Il espère terminer sa marche en mars 2008.
Martin arrive à San Diego le 21 juin 2008 après avoir parcouru plus de 3 000 miles à pied. Il déclare que le montant total recueilli est d'environ deux millions de dollars.